# Ernest-Auguste Ier de Saxe-Weimar-Eisenach
Pour les articles homonymes, voir Ernest-Auguste.
Ernest-Auguste Ier (19 avril 1688, Weimar – 19 janvier 1748, Eisenach) est duc de Saxe-Weimar de 1707 à sa mort, ainsi que duc de Saxe-Eisenach de 1741 à sa mort.

## Biographie
Fils du duc Jean-Ernest III de Saxe-Weimar et de Sophie-Augusta d'Anhalt-Zerbst, Ernest-Auguste devient co-duc de Saxe-Weimar avec son oncle Guillaume-Ernest en 1707, succédant à son père. Toutefois, ce titre n'est qu'honorifique, le pouvoir étant entièrement entre les mains de Guillaume-Ernest. Ernest-Auguste s'entend mal avec son oncle, critiquant ouvertement sa politique et lui confisquant le talent du chef d'orchestre de la cour Jean-Sébastien Bach. Celui-ci, persécuté par la jalousie du duc régnant, quitte le duché pour devenir en 1717 le maître de chapelle du prince Léopold d'Anhalt-Köthen, le beau-frère d'Ernest-Auguste.
À la mort de Guillaume-Ernest, en 1728, Ernest-Auguste devient seul duc régnant. En 1741, le dernier duc de Saxe-Eisenach meurt et Ernest-Auguste réunit à son domaine les biens de la lignée de Saxe-Eisenach, devenant le premier duc de Saxe-Weimar-Eisenach. Les deux duchés sont gouvernés en union personnelle par ses descendants jusqu'en 1809, date à laquelle ils fusionnent pour devenir le grand-duché de Saxe-Weimar-Eisenach.

## Descendance
Le 24 janvier 1716, Ernest-Auguste épouse Éléonore-Wilhelmine d'Anhalt-Köthen (7 mai 1696 – 30 août 1726), fille du prince Emmanuel-Lebrecht d'Anhalt-Köthen. Ils ont huit enfants :
- Guillaume-Ernest (4 juillet 1717 – 8 juin 1719) ;
- Wilhelmine-Auguste (4 juillet 1717 – 9 décembre 1752) ;
- Jean-Guillaume (10 janvier 1719 – 6 décembre 1732) ;
- Charlotte-Agnès-Léopoldine (4 décembre 1720 – 15 octobre 1724) ;
- Jeanne-Éléonore-Henriette (2 décembre 1721 – 17 juin 1722) ;
- Ernestine-Albertine (28 décembre 1722 – 25 novembre 1769), épouse en 1756 le comte Philippe II de Schaumbourg-Lippe ;
- Bernardine-Christiane-Sophie de Saxe-Weimar-Eisenach (5 mai 1724 – 5 juin 1757), épouse en 1744 le prince Jean-Frédéric de Schwarzbourg-Rudolstadt ;
- Emmanuel-Frédéric-Guillaume-Bernard (19 décembre 1725 – 11 juin 1729).

Veuf en 1726, Ernest-Auguste ne se remarie pas immédiatement : ce n'est qu'après la mort de son seul fils et héritier Jean-Guillaume en décembre 1732 qu'il s'y résout. Le 7 avril 1734, il épouse en secondes noces Sophie-Charlotte de Brandebourg-Bayreuth (27 juillet 1713 – 2 mars 1747), fille du margrave Georges-Frédéric-Charles de Brandebourg-Bayreuth. Ils ont quatre enfants :
- Charles-Auguste-Eugène (1er janvier 1735 – 13 septembre 1736) ;
- Ernest-Auguste II Constantin (2 juin 1737 – 28 mai 1758), duc de Saxe-Weimar et Eisenach ;
- Ernestine de Saxe-Weimar-Eisenach (4 janvier 1740 – 10 juin 1786), épouse en 1758 le duc Ernest-Frédéric III de Saxe-Hildburghausen ;
- Ernest-Adolphe-Félix (1742 – 1743)